# Мележ, Иван Павлович
Ива́н Па́влович Ме́леж (бел. Іва́н Па́ўлавіч Ме́леж; 8 февраля 1921, Глинище, Гомельская губерния — 9 августа 1976, Минск) — белорусский советский прозаик, драматург, публицист. Народный писатель БССР (1972). Лауреат Литературной премии имени Якуба Коласа (1962), Ленинской премии (1972) и Государственной премии Белорусской ССР имени Якуба Коласа (1976). Член Союза Писателей СССР (1945).

## Биография
Иван Мележ родился 8 февраля 1921 года в крестьянской семье: отец — Павел Фёдорович, мать — Мария Денисовна. Дед по материнской линии — Денис Павленко. В 1938 году с отличием окончил школу в Хойниках, работал в Хойникском райкоме комсомола. В 1939 году поступил в Московский институт философии, литературы и истории, на первом курсе был призван в Красную армию.
Летом 1940 года принимал участие в присоединении Бессарабии и Буковины. Во время Великой Отечественной войны воевал под Николаевом, Лозовой, Ростовом-на-Дону, в 1941 году был ранен. В 1942 окончил курсы политработников и был откомандирован в 51-ю стрелковую дивизию сотрудником газеты.
После повторного ранения Мележ был направлен в Белорусский государственный университет, работал преподавателем военной подготовки.
В 1945 году Иван Мележ заочно окончил филологический факультет БГУ, поступил в аспирантуру. Одновременно с учёбой работал в редакции журнала «Полымя». После окончания аспирантуры в 1948 году работал в БГУ старшим преподавателем белорусской литературы, а также в редакции литературного журнала «Полымя» и в аппарате ЦК КПБ.
С 1966 года секретарь, в 1971—1974 годах заместитель председателя правления Союза писателей Белорусской ССР. Депутат Верховного Совета БССР (1967—1976). Был председателем правления Белорусского отделения общества «СССР — Франция», председателем Белорусского комитета защиты мира, членом Всемирного совета мира.
В 1973 году Иван Мележ подписал Письмо группы советских писателей о Солженицыне и Сахарове.

Могила И. П. Мележа на Восточном кладбище Минска

9 августа 1976 Иван Мележ умер от сердечного приступа. Похоронен на Восточном кладбище Минска.

## Творчество
В 1939 году было опубликовано первое стихотворение Ивана Мележа «Радзіме». Перед войной его стихи печатались в газетах «Літаратура і мастацтва», «Большевик Полесья», в 1943 года в «Бугурусланской правде».
Первые рассказы написал в тбилисском госпитале. В 1945 году в газете «Звязда» вышел рассказ «Сустрэча ў шпіталі». В 1946 году издан первый сборник рассказов «В метель» (бел. У завіруху). В 1948 году вышел второй сборник прозы «Гарачы жнівень». Автор романа «Минское направление» (о Великой Отечественной войне и послевоенном периоде), сборников прозы «Блізкае і далекае», «В горах дожди», «Што ён за чалавек». Пробовал себя в драматургии, чаще других ставилась пьеса «Пока вы молоды».
Центральное место в творчестве Ивана Мележа занимает трилогия «Полесская хроника» (романы «Люди на болоте», «Дыхание грозы», «Метели, декабрь…»), действие которой происходит в родных для писателя местах. В ней описана жизнь полесской деревни 1920—1930-х годов — трудности перехода к социализму, коллективизация, раскулачивание. По мнению поэта Дмитрия Ковалёва, с большим талантом показан как исторический фон, так и отношения героев трилогии.

«У него обстоятельность, неторопливость, широта, многоплановость подлинного романиста. Он сугубо по всему этому не лирик, хотя в его подробностях нет пустоты, есть глубокая собранность и сосредоточенность. Но удивительно: вместе с тем он так захватывающе лиричен даже в публицистике, даже там, где гражданственное начало дано прямо, без опосредствования. Думают, чувствуют его герои поэтично».
— Дмитрий Ковалёв
По первоначальному замыслу в «Полесскую хронику» должны были войти ещё два романа («За асакою бераг» и «Праўда вясны»), однако смерть писателя не дала осуществиться этим планам.
По произведениям И. Мележа поставлены спектакли, сняты художественные фильмы. Мележ — автор ряда литературно-критических статей, очерков, публицистических выступлений.

### Сборники рассказов
- «У завіруху» (1946)
- «Гарачы жнівень» (1948)
- «Заўсёды наперадзе» (нарыс, 1948)
- «Блізкае і далёкае» (1954)
- «У гарах дажджы» (1957)
- «Што ён за чалавек» (1961)
- «Жыццёвыя клопаты» (1975)
- «Белыя вішні і яблыні» (1976)
- «Першая кніга: Дзённікі, сшыткі, з запісных кніжак» (1977).

### Романы
- «Минское направление» (бел. Мiнскi напрамак, 1952, перевод на рус. 1954, переработанное издание 1974)
- «Полесская хроника» (бел. Палеская хронiка, трилогия):
  - «Люди на болоте» (бел. Людзi на балоце, 1961, перевод на рус. 1962)
  - «Дыхание грозы» (бел. Подых навальньніцы, 1966)
  - «Метели, декабрь…» (бел. Завеi, снежань…, 1978, не оконч., перевод на рус. 1980)

### Пьесы
- «Пакуль вы маладыя» (1956, отдельное издание в 1958, постановка 1957)
- «Дні нашага нараджэння» (опубликована и поставлена в 1958)
- «Хто прыйшоў уночы» (1959, отдельное издание в 1966).

## Экранизации произведений

### Телепостановки
Белорусским телевидением поставлен спектакль «Люди на болоте» (1965, Государственная премия Белорусской ССР, 1966, реж. А. З. Гуткович), а также телепостановка «Встречи и расставания» (телефильм «Завеі, снежань», 1979), «Страсти эпохи» (по роману «Завеі, снежань», 1989).
Белорусским театром имени Янки Купалы в 1966 г. поставлен спектакль «Люди на болоте», Гомельским областным театром — «Дыхание грозы» (1977), в 1989 г. — «Страсти эпохи» (по роману «Метель, декабрь»).

### Фильмография
- «Люди на болоте» (1981, сценарий В. Т. Туров, режиссёр В. Т. Туров, Беларусьфильм)
- «Дыхание грозы» (1982, сценарий В. Т. Туров, режиссёр В. Т. Туров, Беларусьфильм)

## Награды и премии
- Два ордена Трудового Красного Знамени (28.10.1967; 05.02.1971)
- Орден Красной Звезды (06.08.1946)
- Орден «Знак Почёта» (25.02.1955)
- Медали
- Ленинская премия (1972) — за романы «Люди на болоте» и «Дыхание грозы»
- Государственная премия Белорусской ССР имени Якуба Коласа (1976, посмертно) — за сборник статей «Жыццёвыя клопаты»
- Литературная премия имени Якуба Коласа за роман «Людзі на балоце» (1962)
- Народный писатель БССР (1972)

## Память

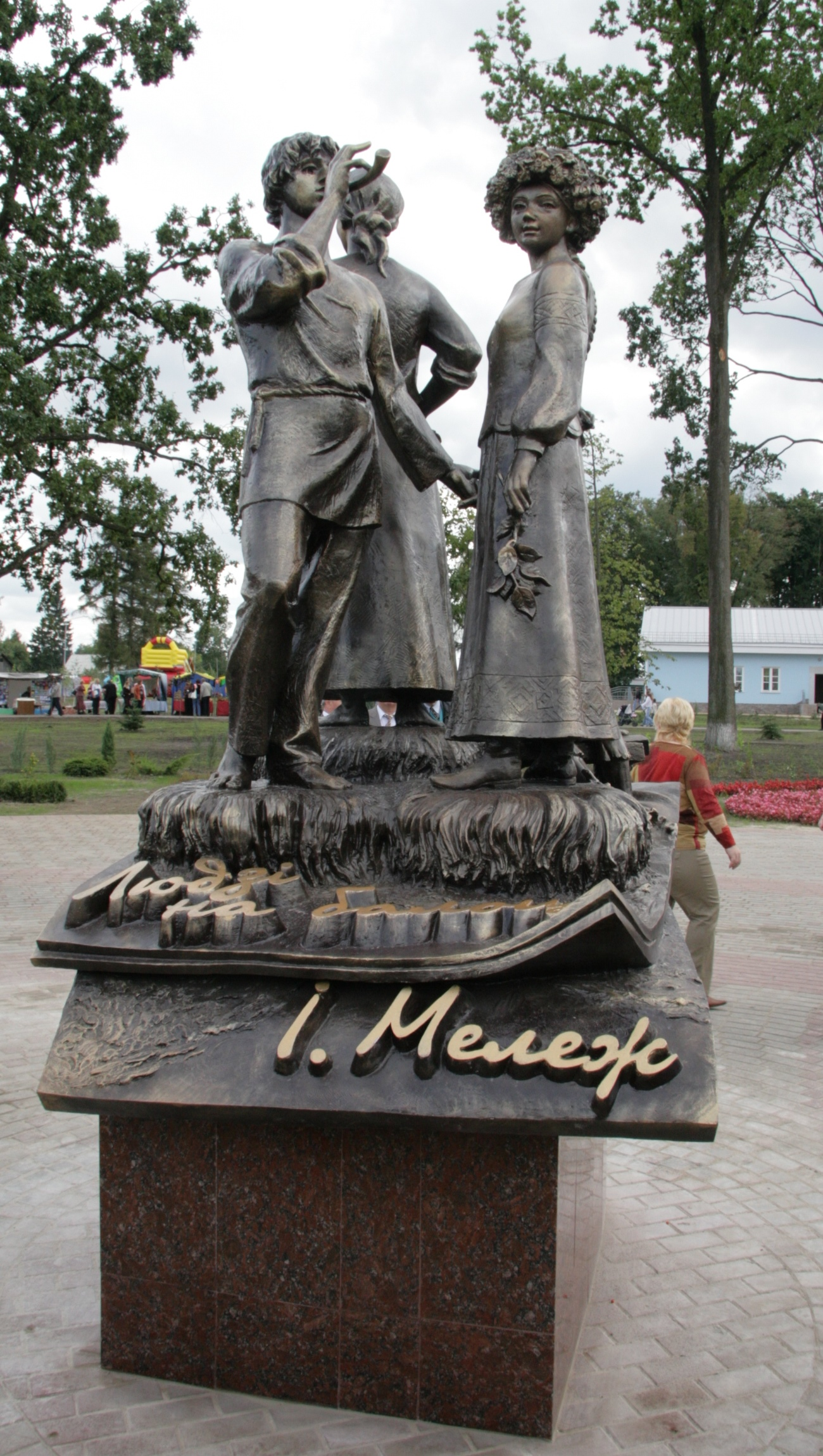
Скульптурная композиция по мотивам романа «Людзі на балоце» в Хойниках.

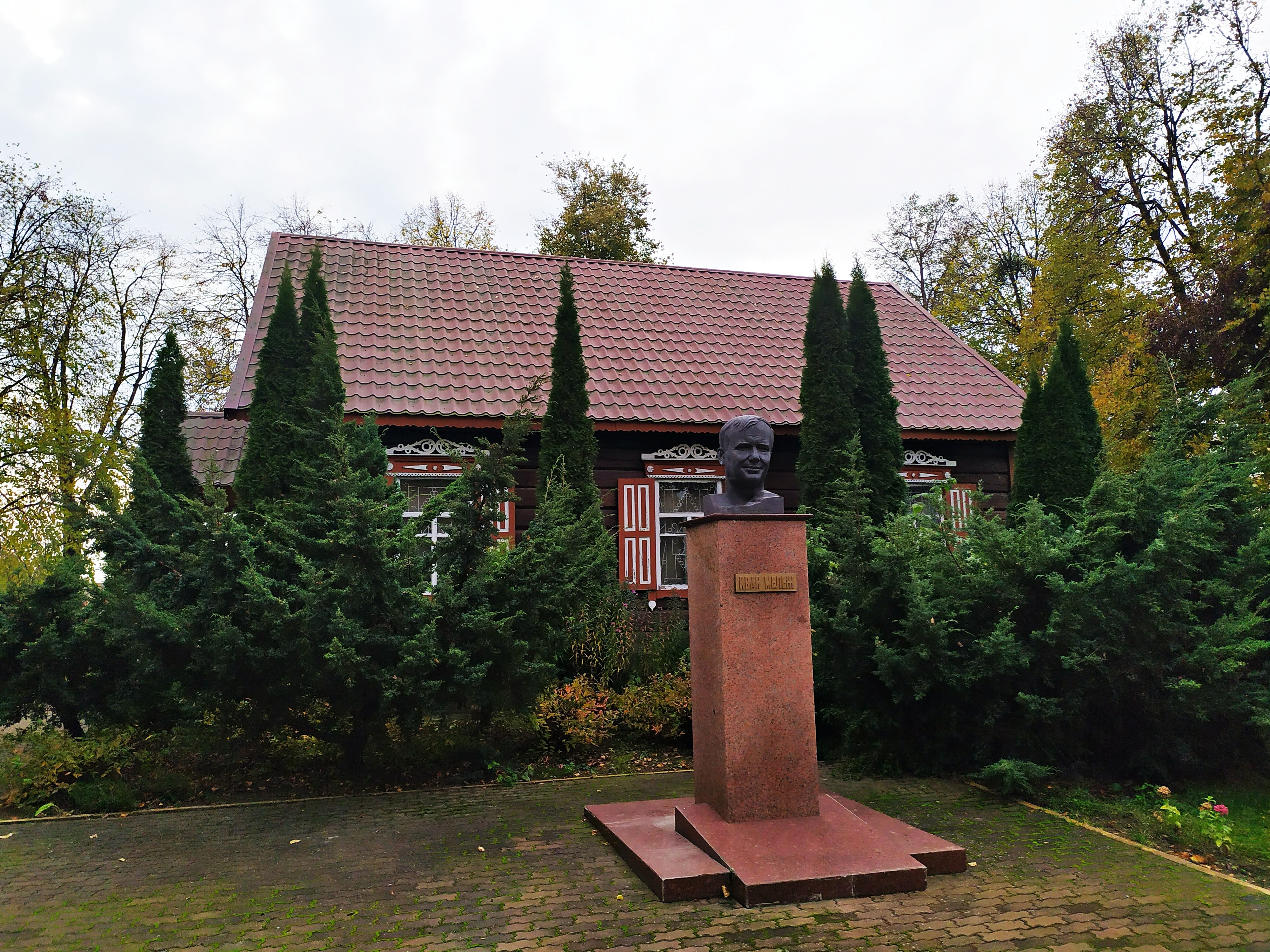
Дом-музей и бюст И. П. Мележа в аг. Глинище

- В 1980 году Союзом писателей Белорусской ССР была учреждена литературная премия имени Ивана Мележа.
- В Минске, Кобрине, Хойниках, Лельчицах, Гомеле, аг. Глинище (Хойникский район), д. Костюковичи (Мозырский район), Столине, Гродно, Лунинце[9] названы улицы в честь Ивана Мележа.
- В Минске на доме № 7 по улице Я. Купалы, где жил писатель, установлена мемориальная доска (1978).
- В Гомеле именем писателя названы Белорусско-славянская гимназия № 36 (ныне — Гимназия № 36 г. Гомеля)[10] и городская библиотека № 2 (впоследствии переименована в библиотеку-филиал № 1 имени И. П. Мележа). В 1979 году в холле библиотеки оформлен уголок И. П. Мележа.

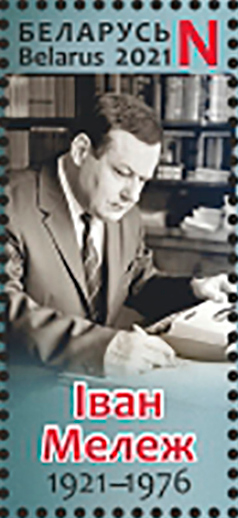
Марка 2021 года

- Марка 2021 годаЕжегодно на базе ГУО «Гимназия № 36 г. Гомеля имени И. Мележа» организуются «Мележевские чтения» — научно-практическая конференция.
- В 1983 году на родине И. П. Мележа в деревне Глинище открыт мемориальный музей и установлен бронзовый бюст. Дом-музей имени И. П. Мележа — филиал Хойникского районного краеведческого музея. В экспозиции представлено свыше 400 экспонатов: вещи, фотодокументы, рукописи, живопись, графика, книги о творчестве Мележа.
- Имя И. П. Мележа присвоено средней школе в Глинище[11]. В школьном музее одна из экспозиций посвящена И. П. Мележу.
- В городском парке в Хойниках 5 сентября 2010 года открыта скульптурная композиция по мотивам романа «Людзі на балоце». Автор многофигурной композиции Валерий Кондратенко в бронзе и граните увековечил образы героев романа, который является первой частью трилогии Мележа «Полесская хроника». Установлена рядом с усадебным домом (ныне — музей).
- Имя Ивана Мележа носит Мозырский драматический театр[12].
- Именем Ивана Мележа названо сельскохозяйственное предприятие в Хойникском районе (КСУП «Имени И. П. Мележа»).
- В 2016 году в отделе краеведения Гомельской областной универсальной библиотеки имени В. И. Ленина открыта музейная экспозиция, посвящённая народным писателям БССР Ивану Шамякину, Андрею Макаёнку и Ивану Мележу[13].
- Мурал, посвящённый Ивану Мележу, в Мозыре на здании № 22 по улице Ленинской.
- Решением Хойникского районного Совета депутатов от 26 января 2024 года И. П. Мележу присвоено звание «Почётный гражданин Хойникского района» (посмертно).[14]
- 6 февраля 2025 года на Аллее «Почётные граждане Хойникского района», расположенной в городском парке города Хойники (Гомельская область), установлена табличка с именем И. П. Мележа. В районном Доме культуры города Хойники (Гомельская область) прошла литературно-музыкальная программа «Пясняр палескай зямлі».

### В филателии и нумизматике
- 8 февраля 2021 года Министерство связи и информатизации Республики Беларусь выпустило в обращение почтовый блок «Народные писатели Беларуси», посвящённый народным писателям Беларуси, в том числе Ивану Мележу[15].
- 25 мая 2021 года Национальным банком Республики Беларусь введены в обращение памятные монеты «Іван Мележ. 100 гадоў» («Иван Мележ. 100 лет»)[16].

### В кинематографии
- Документальный фильм «Иван Мележ» (1977, режиссёр Ю. Лысятов, студия «Летопись», Беларусьфильм)
- Документальный фильм «Иван Мележ» (1990, режиссёр М. Купеева, студия «Летопись», Беларусьфильм)